# Naudedrillia perardua
Naudedrillia perardua é uma espécie de gastrópode do gênero Naudedrillia, pertencente a família Pseudomelatomidae.